# تاداهيرو ساساكي
تاداهيرو ساساكي (مواليد 22 يونيو 1970) هو ملاكم ياباني، مثّل بلاده في الألعاب الأولمبية الصيفية 1992.

## روابط خارجية
تاداهيرو ساساكي على موقع أوليمبيديا (الإنجليزية)